# Claudio Gomes
Claudio Amarildo Gomes (Argenteuil, 23 de julho de 2000) é um futebolista francês que atua como volante. Atualmente joga no Palermo.

## Carreira
Nascido em Argenteuil, Val d' Oise em 23 de julho de 2000, Gomes jogou ainda jovem pelo ASC Val d'Argenteuil e pelo RFC Argenteuil, duas equipes em sua cidade natal, antes de se juntar ao Évreux em 2011 e ao Paris Saint-Germain dois anos depois.
Gomes fez sua estreia sênior pelos reservas do PSG em 18 de novembro de 2017, sua única aparição no clube. Ele entrou como substituto aos 79 minutos de Abdallah Yaisien em uma derrota por 2 a 1 para o Yzeure no Championnat National 2 (quarto nível).
Em 25 de julho de 2018, Gomes assinou contrato com o Manchester City.  Ele havia treinado com o clube desde o término de seu contrato com o PSG em junho, e esteve em sua turnê de pré-temporada nos Estados Unidos, mas eles escolheram esperar que ele completasse 18 anos antes de contratá-lo.  Ele fez sua estreia profissional em 5 de agosto em uma vitória por 2-0 sobre o Chelsea no 2018 FA Community Shield no estádio de Wembley, chegando em tempo de compensação para John Stones. Ele estava no jogo por um segundo antes do apito final e seu time ganhou o troféu.
Para a temporada 2019–20, o Manchester City emprestou Gomes ao Jong PSV para jogar a Eerste Divisie. O volante disputou 21 partidas com o time B dos Eindhovenaren na segunda divisão neerlandesa. De volta aos Citizens, voltaria a jogar uma partida oficial pelo clube em fevereiro de 2021, substituindo Rodri na vitória por 3 a 1 sobre o Swansea City, pela Copa da Inglaterra.
Em agosto, foi novamente cedido por empréstimo, desta vez ao Barnsley, da EFL Championship (segunda divisão), atuando em 31 jogos e marcando um gol. Após o final do empréstimo, foi reintegrado ao elenco do City, mas não foi aproveitado e, em setembro de 2022, foi vendido ao Palermo e tornou-se o primeiro atleta contratado após o time italiano ser comprado pelo City Football Group.

## Carreira internacional
Gomes é um jovem internacional da França, tendo capitaneado o Sub-17 da França no Campeonato da Europa de Sub-17 de 2017 e na Copa do Mundo Sub-17 da FIFA de 2017 .  Ele foi nomeado na equipe do torneio no ex-na Croácia, em que os franceses chegaram às quartas-de-final. Na partida de abertura da França no último torneio na Índia, ele marcou em uma vitória por 7 a 1 sobre a Nova Caledônia.  Em agosto de 2018, ele foi convocado pela primeira vez para o time sub-19 para amistosos contra a Eslovênia, Croácia e Índia.

## Estilo de jogo
Gomes é apelidado de "N'Golo Kanté" por seus companheiros de equipe, que o compararam ao meio-campista internacional francês por seus esforços em recuperar a bola.

## Vida pessoal
Gomes é filho do jogador de futebol bissau-guineense Amarildo Gomes, que jogou por Beauvais e Rennes antes de se retirar devido a uma lesão no joelho.  A partir de 2017, seus dois irmãos mais novos estavam jogando pelo Le Havre e Évreux. Um perfil de 2016 de Gomes por Le Parisien observou sua paixão pela história, particularmente a Revolução Francesa.

## Títulos
Manchester City
- Copa da Liga Inglesa: 2018–19